# 古巴共产党中央书记处
古巴共产党中央书记处是古巴唯一执政党古巴共产党的党务日常执行机关，负责执行古巴共产党中央政治局的决策。中央书记处于1975年召开第一次全国代表大会后正式设立，初期一直由任职中央委员会第一书记的菲德尔·卡斯特罗领导。2011年第六次全国代表大会后卡斯特罗正式引退，转由新任第二书记何塞·马查多领导，组成由6人组成的书记处。

## 第六届书记处书记
- 何塞·拉蒙·马查多·文图拉
- 亚伯拉多·阿尔瓦雷斯·吉尔
- 高特·维克托·洛佩兹
- 奥尔加·丽迪亚·塔皮亚·伊格莱西亚斯
- 乔斯·拉蒙·巴拉格尔·卡夫雷拉
- 奥马尔·鲁伊斯·马丁
- 豪尔赫·库瓦斯·拉莫斯

## 第七届书记处书记
- 何塞·拉蒙·马查多·本图拉
- 阿贝拉尔多·阿尔瓦雷斯·希尔
- 何塞·巴拉格尔·卡布雷拉
- 奥尔加·莉迪亚·塔皮亚
- 豪尔赫·奎瓦斯·拉莫斯
- 奥马尔·鲁伊斯·马丁内斯

## 第八届书记处书记
- 罗伯托·莫拉莱斯·奥赫达
- 罗杰里奥·波兰科·富恩特斯
- 乔尔·奎波·鲁伊斯
- 何塞·拉蒙·蒙特阿古多·鲁伊斯
- 费利克斯·杜阿尔特·奥尔特加
- 豪尔赫·路易斯·布罗什·洛伦佐